# اريك كلارك
اريك كلارك (بالإنجليزية: Eric Clark)‏ هو سياسي أمريكي، ولد في 1951 في الولايات المتحدة. حزبياً، نشط في الحزب الديمقراطي. وقد انتخب Secretary of State of Mississippi ‏.